# Aprionus stylatus
Aprionus stylatus är en tvåvingeart som beskrevs av Boris Mamaev och Jaschhof 1997. Aprionus stylatus ingår i släktet Aprionus och familjen gallmyggor. Inga underarter finns listade i Catalogue of Life.